# Michał Gramatyka
Michał Sebastian Gramatyka (ur. 8 października 1971 w Katowicach) – polski prawnik, nauczyciel akademicki specjalizujący się w kryminalistyce, samorządowiec, polityk i muzyk. Radca prawny, doktor nauk prawnych, w latach 2017–2018 wicemarszałek województwa śląskiego, poseł na Sejm IX i X kadencji, od 2023 sekretarz stanu w Ministerstwie Cyfryzacji.

## Życiorys

### Wykształcenie i działalność naukowa
Brat Macieja. W 1990 zdał egzamin maturalny w II Liceum Ogólnokształcącym im. Cypriana Kamila Norwida w Tychach. W 1994 został absolwentem studiów prawniczych na Wydziale Prawa i Administracji Uniwersytetu Śląskiego w Katowicach. W 1994 podjął pracę w Katedrze Kryminalistyki WPiA UŚ, zaczynając jako stażysta. W 1999 na podstawie pracy zatytułowanej Kryminalistyczne badania wydruków komputerowych uzyskał na macierzystej uczelni stopień doktora nauk prawnych w specjalności kryminalistyka, obejmując następnie stanowisko adiunkta.
Wykładał także m.in. w Krakowskiej Akademii im. Andrzeja Frycza Modrzewskiego, Zakładzie Islamu Europejskiego Uniwersytetu Warszawskiego oraz Wyższej Szkole Zarządzania i Nauk Społecznych w Tychach. Został też pracownikiem naukowym na Akademii WSB w Dąbrowie Górniczej.
W 1997 zdał egzamin prokuratorski, w tym samym roku został wpisany na listę biegłych Sądu Okręgowego w Katowicach, w specjalności badania poligraficzne oraz identyfikacja dokumentów tworzonych technikami komputerowymi. Był doradcą sejmowej komisji śledczej ds. ustalenia okoliczności śmierci Barbary Blidy.

### Działalność zawodowa i polityczna
Był działaczem Unii Wolności. W wyborach w 1998 z jej listy został po raz pierwszy wybrany na radnego miasta Tychy. W listopadzie tego samego roku został wiceprzewodniczącym, a w maju 1999 objął funkcję przewodniczącego rady miasta. We wrześniu 2000 został nieetatowym członkiem zarządu miasta Tychy. W 2002 utrzymał mandat radnego na kolejną kadencję z ramienia komitetu wyborczego prezydenta Andrzeja Dziuby. Ponownie został wiceprzewodniczącym rady, w 2004 z listy UW bezskutecznie kandydował do Parlamentu Europejskiego. W międzyczasie w grudniu 2000 powołany został na stanowisko wicedyrektora Miejskiego Centrum Kultury w Tychach.
W 2006 i w 2010 po raz trzeci i czwarty wybrany został na radnego z komitetu prezydenckiego. Od października 2006 pełnił funkcję przewodniczącego rady. W czerwcu 2009 powołany na zastępcę prezydenta miasta Tychy ds. gospodarki przestrzennej, pozostał na tym stanowisku również w następnej kadencji.
W styczniu 2013 przeszedł na stanowisko dyrektora Departamentu Zarządzania Operacyjnego w koncernie energetycznym Enea. W marcu 2015 objął stanowisko prezesa zarządu Enea Centrum, stanowiącej centrum usług wspólnych dla grupy Enea. W październiku tego samego roku został wiceprezesem zarządu spółki akcyjnej Tauron Polska Energia. Odwołano go z tej funkcji w grudniu tego samego roku. Prowadził następnie własną działalność gospodarczą we współpracy m.in. z PwC.
W 2014 z listy Platformy Obywatelskiej uzyskał mandat radnego sejmiku śląskiego V kadencji. Był kandydatem PO w wyborach uzupełniających do Senatu w 2015, zajmując w okręgu jednomandatowym 2. miejsce (przegrał z Czesławem Ryszką z PiS, wyprzedził działacza RAŚ Dariusza Dyrdę). W marcu 2017 został wicemarszałkiem województwa śląskiego. W 2018 wybrano go na kolejną kadencję do sejmiku województwa, w listopadzie tegoż roku zakończył pełnienie funkcji w zarządzie województwa.
W wyborach w 2019 uzyskał mandat posła na Sejm IX kadencji, kandydując z ramienia Koalicji Obywatelskiej w okręgu nr 31 i otrzymując 9304 głosy. 2 lipca 2021 przeszedł z PO i KO do Polski 2050 Szymona Hołowni. W 2023 z powodzeniem ubiegał się o poselską reelekcję z ramienia koalicji Trzecia Droga (z wynikiem 32 251 głosów). W listopadzie 2023 objął funkcję przewodniczącego Komisji do Spraw Służb Specjalnych, w grudniu tego samego roku został natomiast powołany na stanowisko sekretarza stanu w Ministerstwie Cyfryzacji. W 2024 bezskutecznie kandydował w kolejnych wyborach europejskich.

### Działalność muzyczna
Należał do tyskiej grupy Szkwał, która wyodrębniła się z parafialnego zespołu. W 1998 został członkiem zespołu grającego muzykę folkową oraz szanty Perły i Łotry Shanghaju. Objął funkcję dyrektora festiwali Śląska Jesień Gitarowa oraz Port Pieśni Pracy. W 2020 roku ze swoim zespołem Perły i Łotry we współpracy z francuskim DJ-em L.B. One nagrał piosenkę, która znalazła się w notowaniu amerykańskiej listy przebojów Billboard.